# Золота підкова Львівщини
«Золота́ підко́ва Льві́вщини» — популярний туристичний маршрут найбільш відомими замками Львівської області. Назву «Золота підкова отримав через розташування замків дугою, що схожа на підкову. До маршруту, як правило, включають Олеський, Підгорецький, Золочівський, Свірзький, а іноді ще й Жовківський, Поморянський та Старосільський замки. Довжина маршруту — 238 км. Був створений з ініціативи Бориса Возницького для популяризації замкової спадщини Галичини.
Сьогодні цю автобусну екскурсію, зазвичай з виїздом зі Львова, пропонують декілька туристичних фірм, які інколи можуть включати відвідання також інших об'єктів.

## Фотогалерея

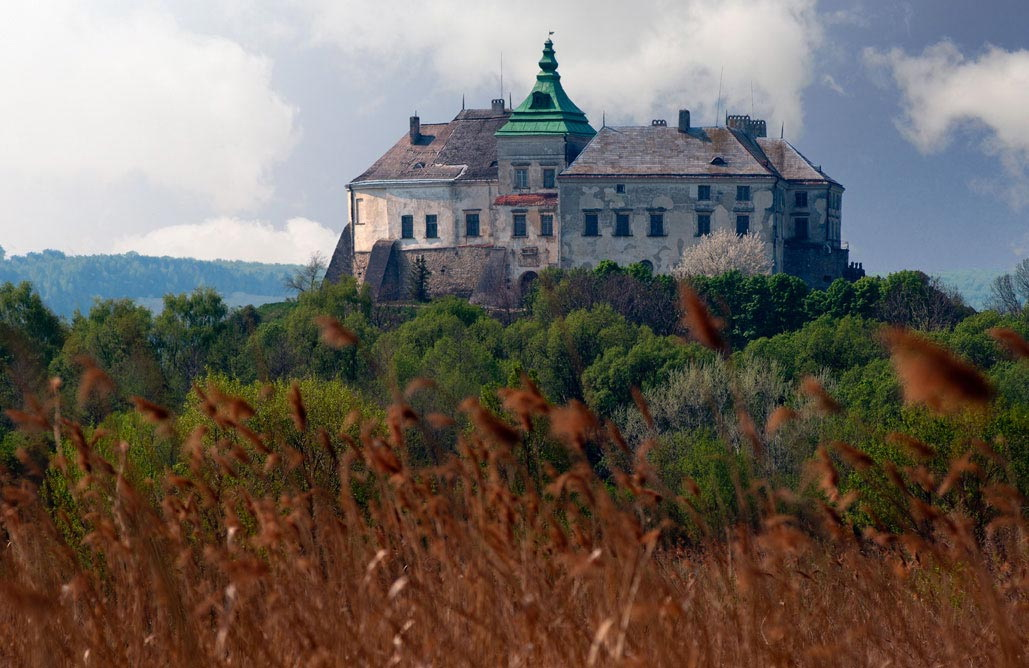
Олеський замок, XIII–XVIII ст.
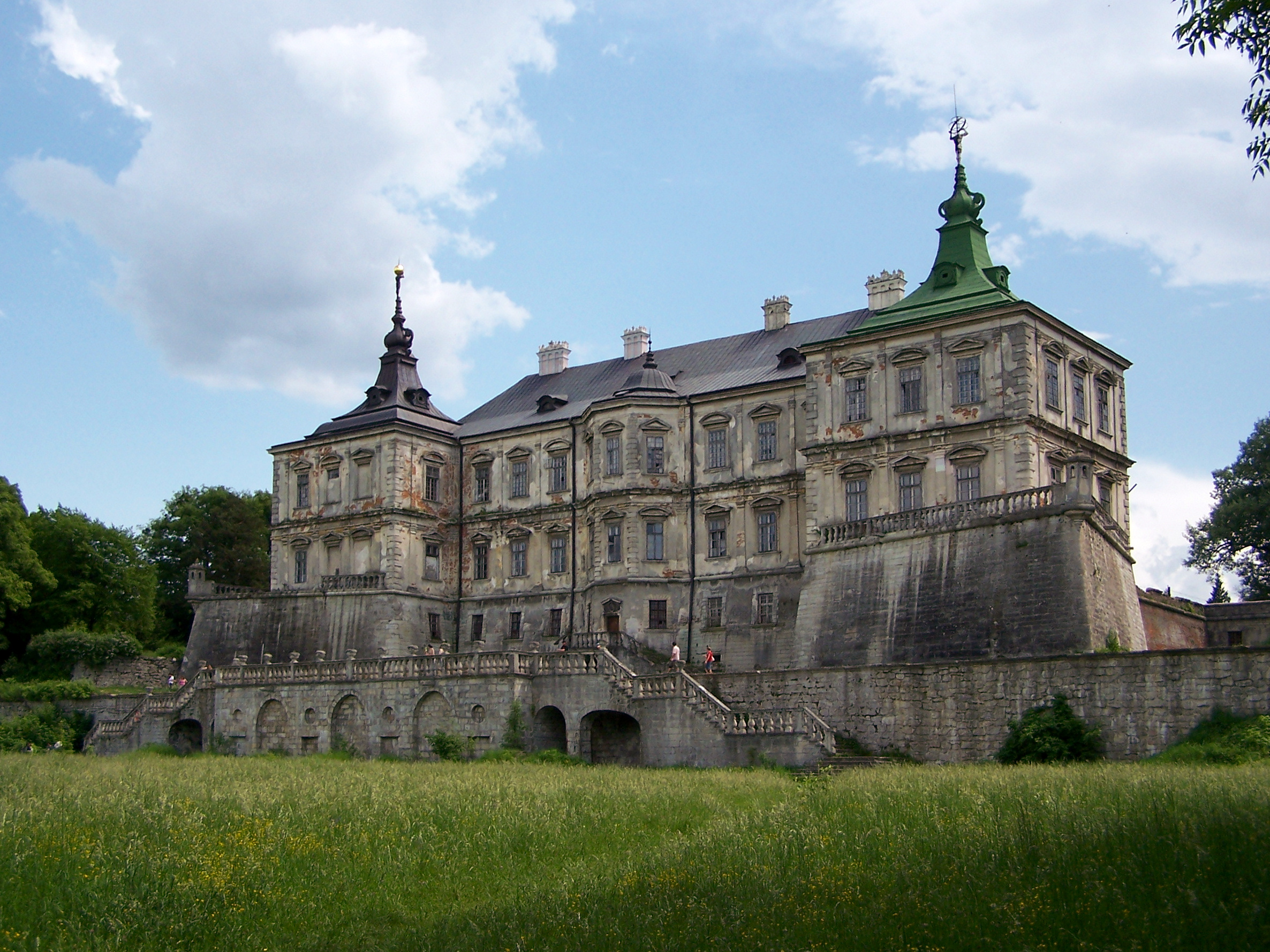
Підгорецький замок, XVII ст.
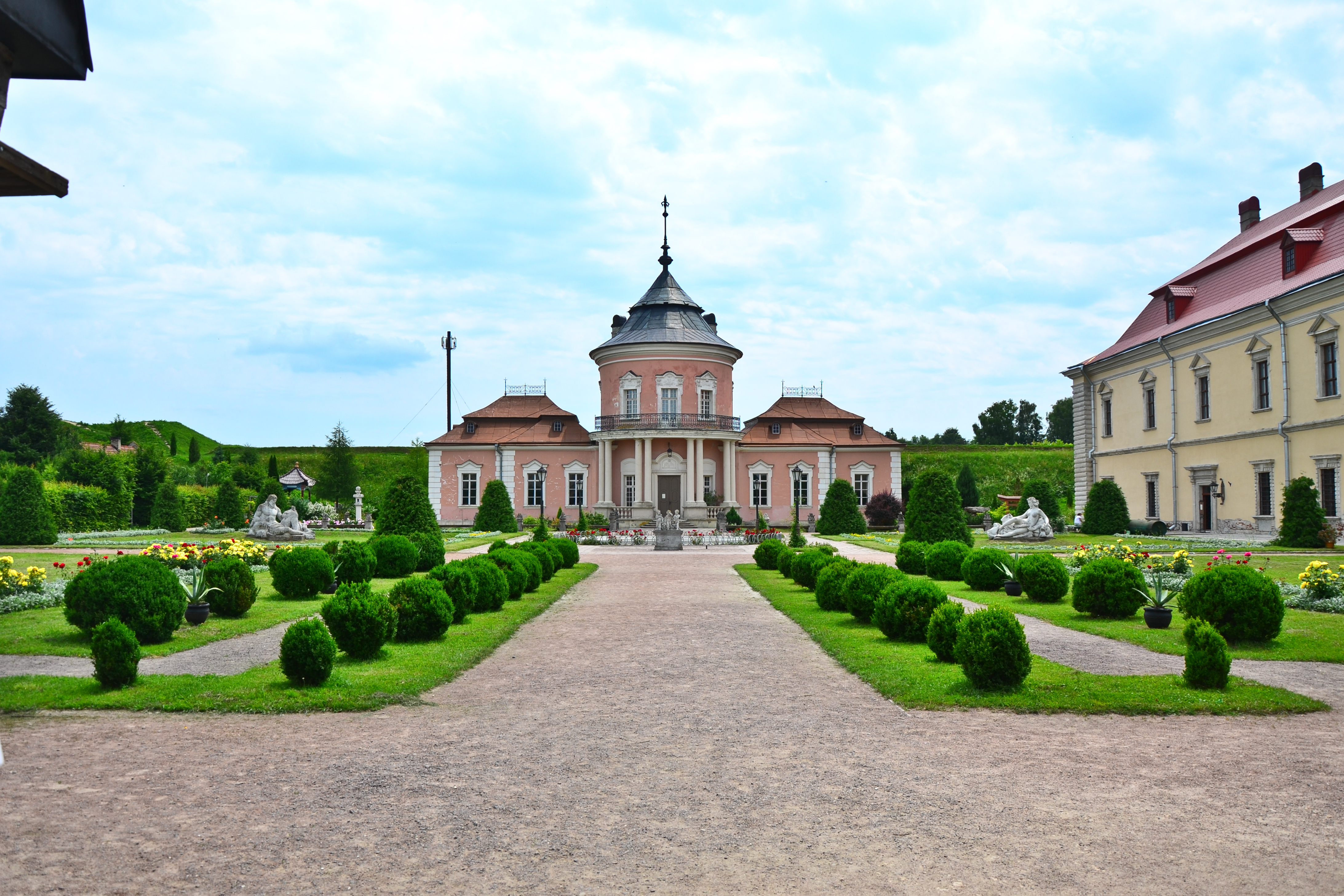
Золочівський замок, XVII ст.
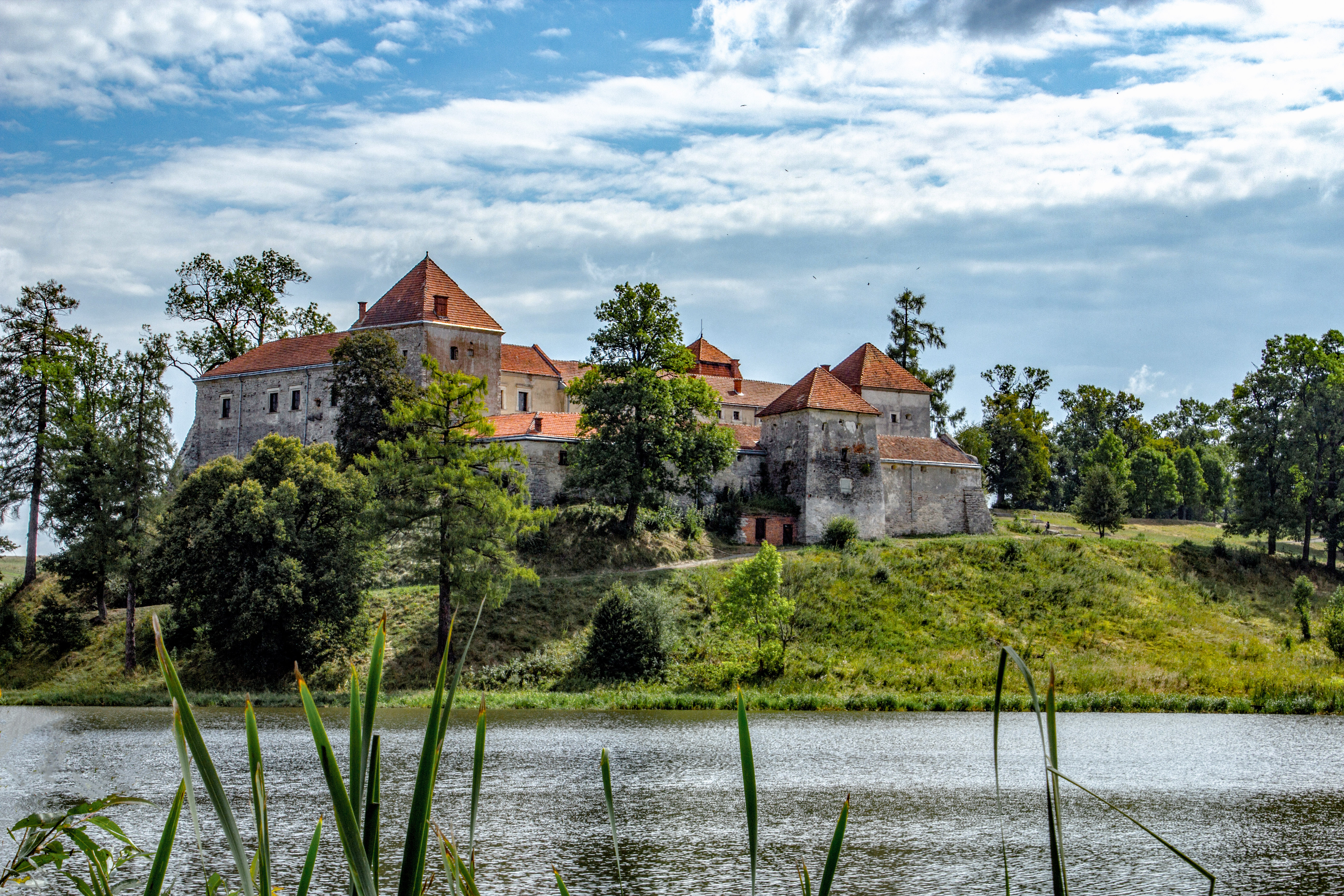
Свірзький замок, XVI–XVII ст.
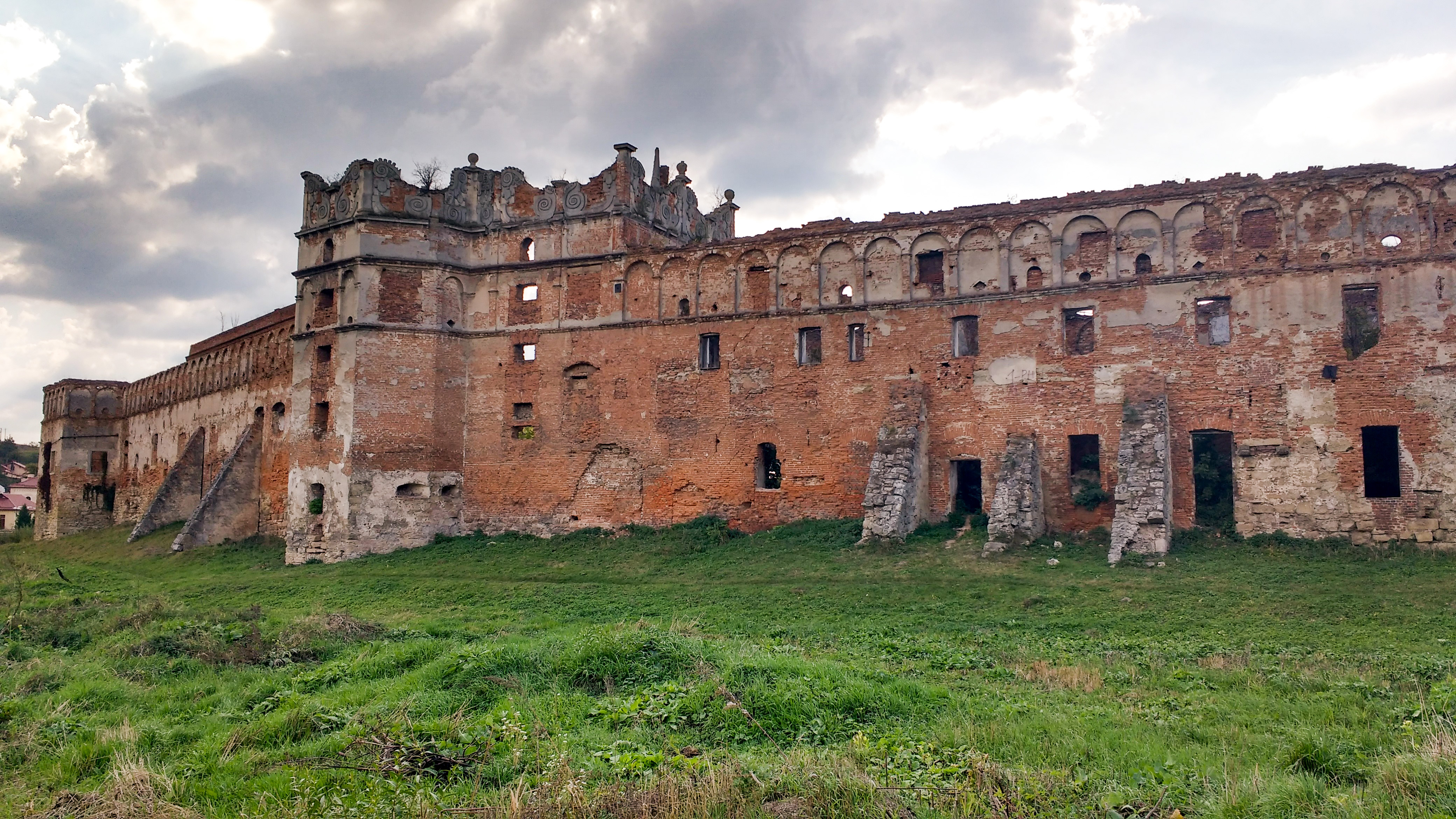
Старосільський замок, XV–XVII ст.
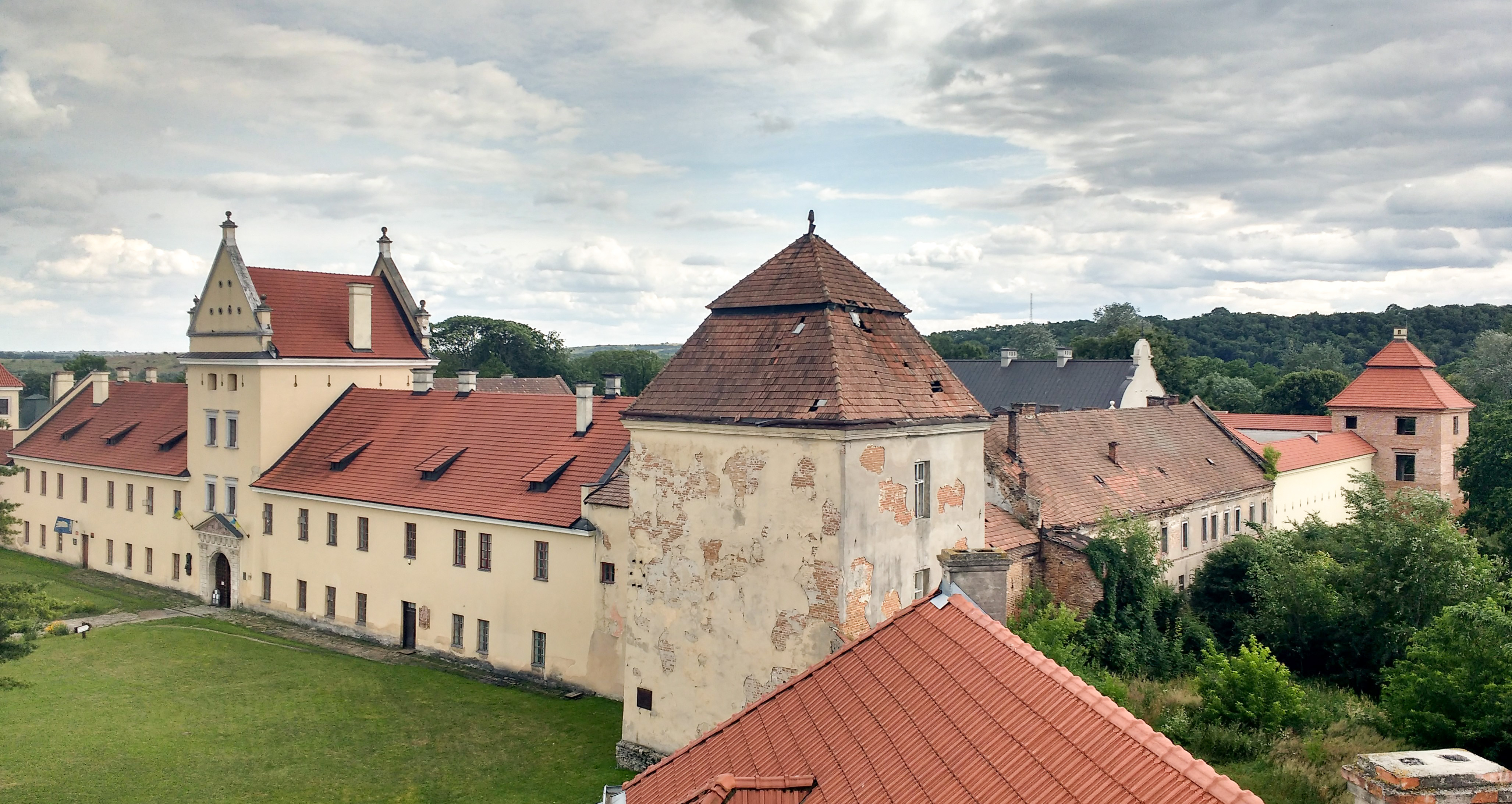
Жовківський замок, XVI–XVII ст.
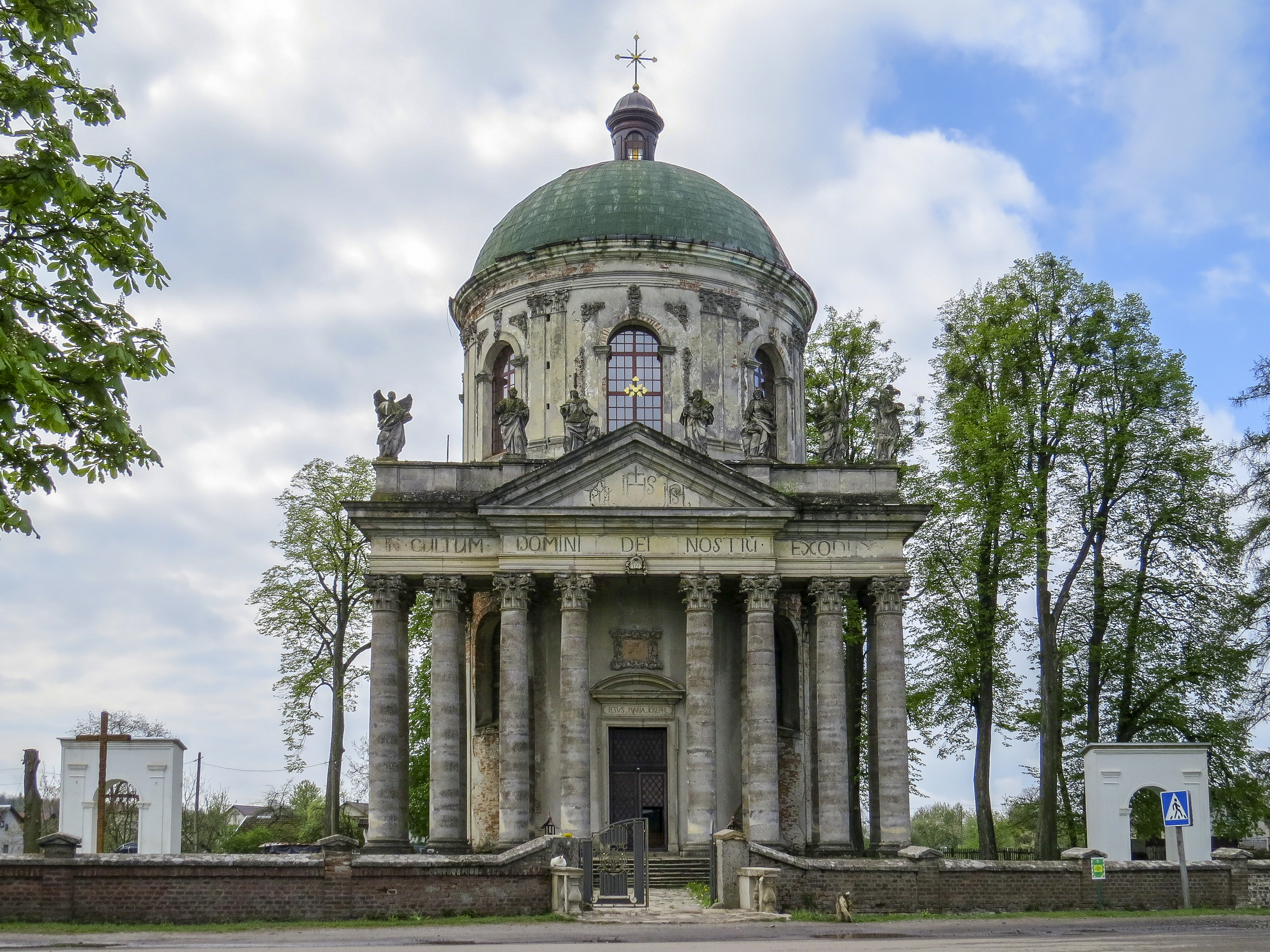
Костел Св. Йосипа поблизу замку в Підгірцях, XVIII ст.
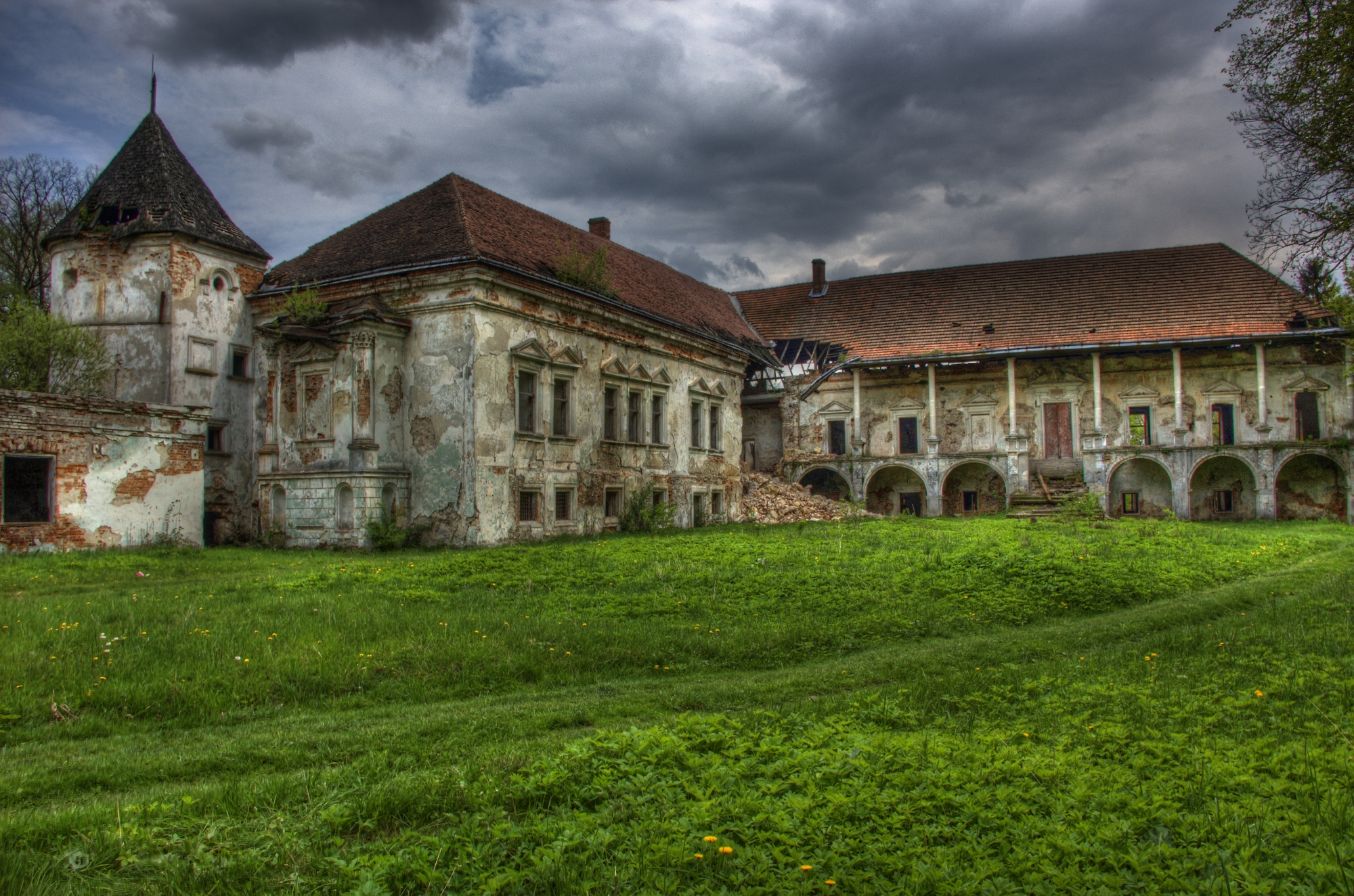
Поморянський замок, XVI–XVII ст.